# ゾクチェン
ゾクチェン（蔵: རྫོགས་ཆེན་、rdzogs chen）は、主にチベット仏教のニンマ派（古派）と、チベット古来の宗教であるボン教に伝わる教えである。ゾクチェンという言葉はチベット語で「大いなる完成」を意味する「ゾクパ・チェンポ」(རྫོགས་པ་ཆེན་པོ་、rdzogs pa chen po)の短縮形であり、人間を含むあらゆる生きもの（一切有情）の「心における本来の様態」（sems nyid、セムニー）、またはあるがままで完成された姿のことを指している。
また、その姿を理解することにより、速やかに優れた覚醒の境地に至ることができるとされている。
漢訳は「大円満」あるいは「大究竟」、英語では Great Perfection などと訳される。アティヨーガ(atiyoga)とも呼ばれる。日本や欧米ではゾクチェンの修行者をゾクチェンパと呼称することもあるが、チベット仏教では一般的用法ではない。

## 起源
学術的には、9世紀頃までにニンマ派のゾクチェンの原型が成立していたと推察されている。その成立には中国の頓悟禅の影響があったのではないかと指摘される。ゾクチェンの三部、セムデ（心部）とロンデ（界部）とメンガクデ（秘訣部）の内、特にセムデとロンデにおいて禅に通ずる面があると言われている。
ゾクチェンに禅の影響があるとする主要な説には、次の3つがある。
1. 東洋学者のジュゼッペ・トゥッチの研究による「中国禅の摩訶衍（まかえん）禅師の影響がある」[4]とする説。
2. インド学の山口瑞鳳の研究による摩訶衍禅師からランダルマの破仏までの間に「九世紀の初期に完成度の高い中国禅が中国から入り、影響を与えた」[5]とする説。
3. 日本の諸研究による「摩訶衍禅師より以前に、敦煌文献・他に見られるような禅の影響があった」[6]とする説。

ゾクチェンの起源はボン教にあるという説もあり、この説を採る僧はボン教とニンマ派の双方に存在する。ニンマ派の伝承では、インド北西にあったと言われるウッディヤーナ(Uḍḍiyāna)で生まれたガラプ・ドルジェ（dga' rab rdo rje）がゾクチェンの教えを伝えた重要な祖師とされる。一方、ボン教の経部（カンギュル）に属する『シャンシュン・ニェンギュー』(zhang zhung snyan rgyud)は、ゾクチェンを西チベットにあった古代シャンシュン王国より伝来した教えとしている。これについて、東チベット出身のゾクチェンのラマであるナムカイ・ノルブは、ボン教文献を調査して両者の起源を考察し、ウディヤーナ国はシャンシュン王国の属国であったか、両国には何らかのつながりがあったのではないかという仮説を立てた。
ナムカイ・ノルブは、修行法の面ではロンデと禅との関連性は見出し難く、また、メンガクデは禅より密教的で、発想面でもきわめて独特であるという。
ゾクチェンにおいては青空を見つめる瞑想の他に、空間を見つめる瞑想「アーカーシャ」、睡眠中の瞑想「ミラム」（夢見）、暗闇の瞑想「ヤンティ」等々、さまざまな実践法があることが知られている。

## ゾクチェンとチベットの諸宗派
ニンマ派のゾクチェンとボン教のゾクチェンに大別され、それぞれの宗派（教派）の教義の中心をなしている。
また、ゾクチェンとは原初の境地を指す言葉であって、特定の宗派だけに内属するものではないと主張する向きもある。ナムカイ・ノルブは、かつてチベットでは自分の帰依する宗派や根本ラマ以外に別の派からも教えを伝授されるのはよくあることであった、ということを強調し、チベット仏教の主要宗派のすべてにゾクチェンの系譜を受け継ぐ人がいたと主張している。

### チベット仏教
チベット仏教のゾクチェンの教えはニンマ派の真髄の一つであり、ニンマ派の教義に深く結びついていて、その開祖パドマサンバヴァがその信仰の源であると考えられてきた。今日セムデの一部を構成している最初期のゾクチェン文献は8世紀頃にまで遡ることができる。それはチベット仏教のいわゆる前伝期に当たり、新訳諸派の台頭とともにパドマサンバヴァの信徒たちがはじめてニンマ派（古派）と呼ばれるようになるずっと前のことである。チベット仏教の僧は他宗派の師からも灌頂や教えを受けている場合があり、ゾクチェンはチベット仏教の長い歴史の中でサキャ派やカギュ派、ゲルク派に属する人に伝えられることもあった。新訳派の間ではインドのサンスクリット経典に含まれない偽経であるとして批判的な学者が多かったが、ゾクチェンに関わりのある人物も輩出している。カギュ派では、ロンチェンパと同じ師のクマラーザの下で学んだと伝えられ、ロンチェンパにも成就法を授けたカルマパ3世ランジュン・ドルジェ (1284-1339) が殊に著名である。ランジュン・ドルジェはカギュ派のマハームドラー（チャクチェン）とニンマ派のアティヨーガを統合し、その教えはカルマ・ニンティクと呼ばれている。ゲルク派ではダライ・ラマ5世、13世、14世もゾクチェンの師として知られているが、ゲルク派の座主ではないが高位のラマであるダライ・ラマがゾクチェンを取り入れることは、かねてよりゲルク派の保守層の一部で論争の種となっている。

#### ニンマ派
ゾクチェンは、ニンマ派の伝統では歴史上のパドマサンバヴァ（蓮華生）が伝えた教えの一つに数えられ、ニンマ派の六大寺院に大別される六大流派には、それぞれに異なる流れのゾクチェンが伝わっている。14世紀にゾクチェンの教えをまとめて体系化した学僧ロンチェン・ラプジャムパが明確化したニンマ派の「九乗教判」によると、無上瑜伽タントラの頂点であるアティヨーガ乗に位置づけられ、法身普賢（クントゥ・サンポ）を主尊とする。ニンマ派においては、このアティヨーガ乗の境地がゾクチェンと等しいとされ、ゾクチェンはアティヨーガの異名であり、同時にその教えの法流の名称でもある。

#### 仏教教義上の位置づけ
ニンマ派の『大幻化網タントラ』を依経とする密教的境地のゾクチェンと、太古からのスタイルを守るとされるボン教のゾクチェンの同一性に関して、ゾクチェンが純粋な仏教の教えであるとするニンマ派の教学的観点から問題視されることがある。ニンマ派のドゥジョム・リンポチェがチベット亡命政府主催のチベット仏教者会議において、ニンマ派はボン教と異なるインドの仏教であるとしてニンマ派を純粋な仏教として主張したことがある。また、サテル（地下の埋蔵経）の『ドゥジョム・テルサル』によるゾクチェンは、『宝性論』等を主とした如来蔵と唯識の説を背景とするインドのヴィクラマシーラ大僧院の僧院長であった密教の大学者ラトナーカラシャーンティ（980-1050）の説を引用することがある。
ダライ・ラマ14世は、ロンチェン・ラプジャムパの『法海の宝蔵』の註釈や、ジグメ・リンパの直弟子の3代目に当たるトゥルクであるドドゥプチェン・ジグメ・テンペ・ニマ (1865-1926) の著述などを基に、主に中観帰謬論証派の見地から、ゾクチェンのいう原初の清浄性は顕教とは空性の意味が異なるが、ある意味で空（くう）であると説いている。ロンチェンパや近世の学僧ミパム・ギャツォ（1846-1912）のゾクチェンにおける空性の理解は、中観帰謬論証派の見解とほとんど合致している、もしくは両者の見解が相補的なものであることを主張している。また、ミパムの『宝性論註』等は、ゾクチェンにおいて第二転法輪の『般若経』の空性の教えと第三転法輪の『如来蔵経』の教えを結びつけている。かれらは「他空」（シェントン：gzhan stong）という言葉を使用しているが、ダライ・ラマ14世によれば、そのほとんどは「基」（gzhi）としての心である「リクパ」（rig pa：純粋意識）のことを指しており、過去のチベットでチョナン派のトゥルプパ・シェーラプ・ギェルツェンが唱え、梵我などの非仏教の教説に通じるものと批判された『他空説』でいうところの他空とは意味が異なるという。

## ニンマ派のゾクチェン

### ゾクチェンの三部
ニンマ派のアティヨーガに属するゾクチェンの教えは、以下のようにセム（心）、ロン（界）、メンガク（秘訣）の三部に分類される。チベット学者のサム・ヴァン・シャイクは、ゾクチェンの三部は、初期のニンティク文献の登場に伴ってそれ以前の古いゾクチェンの形態とを区別するためにできた分類ではないかと考察している。
セムデ（心部、心の本性の部）
ここでいう心は菩提心を指している。8世紀後半から9世紀頃に活躍した訳経法師ヴァイローチャナ（パドマサンバヴァの二十五大弟子のひとり）が留学先のインドでシュリーシンハに学び、チベットに請来した教えとされる。『クンチェ・ギェルポ』はセムデの18の論書群の根本テキストとされる。その第31章には、ヴァイローチャナが最初に翻訳したゾクチェンのテキストのひとつとされる「リクパィ・クジュク」（知恵のカッコウ）と題された6行の詩が収められている。この「リクパィ・クジュク」の古い写本が敦煌文献から発見されており、敦煌が一時期吐蕃に占領されていたことから、実際にこのテキストが吐蕃王国時代の8〜9世紀に遡る古い来歴をもつ可能性は高いとされている。
ロンデ（界部、法界の部）
セムデと同じくヴァイローチャナに由来するとされる。根本タントラは『ロンチェン・ラプジャム・ギェルポ』。
メンガクデ（秘訣部または教誡部）
メンガクは秘訣の意で、口訣、口伝とも訳され、サンスクリットではウパデーシャと書かれる。メンガクデは、パドマサンバヴァが説いていた教えに由来するとされる。これらはパドマサンバヴァ自身やイェシェ・ツォギャルらによって一度秘匿され、後世に発掘されたものとされるため、基本的にメンガクデの教えはテルマである。秘匿された理由は、当時のチベットにはまだ受伝するに足る受け手がいなかったためとも、ランダルマの破仏を予見したためとも言われる。メンガクデに分類される教えには次のようなものがある。
- 「十七タントラ（英語版）」：起源の定かならぬ古タントラ群で、メンガクデの最古層とされる。根本タントラは『ダテルギュル（英語版）』。[要出典]
- 「ビマ・ニンティク」：ヴィマラミトラ・ニンティク。ヴィマラミトラに由来するとされる口伝書群。11世紀に再発見されたものとされるが、厳密にテルマとは言えない面がある[27]。
- 「カンド・ニンティク」：パドマサンバヴァがティソンデツェン王の娘ペマサルに伝えた教えが埋蔵され、後にテルマとして発掘されたとされる教え。[要出典]
- 「ニンティク・ヤシ」：14世紀にニンマ派の教学を大成したロンチェンパがビマ・ニンティクとカンド・ニンティクを統合した体系。[要出典]
- 「ロンチェン・ニンティク」：ロンチェンパのニンティク。18世紀のジグメ・リンパがロンチェンパの教えを瞑想の中で発見し、蘇らせたと称するもの。[要出典]

セム、ロン、メンガクという分類は、ガラプ・ドルジェの伝えたゾクチェン・タントラを弟子のマンジュシュリーミトラが三部に分けたのが始まりと伝えられる。ガラプ・ドルジェの三要訣にはさまざまな翻訳があるが、ここで仮に、ナムカイ・ノルブの解説を基に簡潔に示すと以下のようになる。
1. 直接に心の本性に導き入れ（基） - セムデに関連
2. 疑いなき不二の境地にとどまり（道） - ロンデに関連
3. 不二の三昧の境地にとどまり続ける（果） - メンガクデに関連[28]

## ボン教のゾクチェン
ボン教においては「アティ」、「ゾクチェン」（ここではボン教の一系統としての狭義のゾクチェンを指す）、「シャンシュン・ニェンギュー」という3つの独立したゾクチェンの伝統が認められ、受け継がれている。ボンの創始者であるトンパ・シェンラプの説いたとされる教義は「四門五蔵」と「ボンの九乗」の2系統に分類され、ボン教のゾクチェンもその中に位置づけられている。

## 註
1. ↑  『シャンシュン・ニェンギュー』は8世紀には成立していたと言われている。それ以来、埋蔵経典（テルマ）として隠されることなくその系譜が続いているとされる（『智恵のエッセンス』 p.249 参照）。
2. ↑  ナムカイ・ノルブはリメー運動（超宗派運動）が盛んであった東チベットで生まれ育ち、後にイタリアやその他の国でゾクチェンの伝授を行うようになったいう。[要出典]
3. ↑  ただしナムカイ・ノルブは、ゾクチェンそのものは仏教にもボン教にも属していないとしており（『虹と水晶』 pp.29-30）、ボン教がゾクチェンの起源だと示唆しているわけではない。[要出典]
4. ↑  「空間」と漢訳、ニンマ派やカギュ派の「マハームドラー」が典拠。現在、ニンマ派の「マハームドラー」には、古タントラの「金剛頂経」や『大幻化網タントラ』に属するニンマ派の古伝のものと、カギュ派やサキャ派から伝わったナーローパ伝の「マハームドラー」とがある。[要出典]
5. ↑  「ミラム」は、「夢見」（ゆめみ）あるいは「夢示」（むじ）と漢訳。現在ではゾクチェンに付随する教えで、後期密教の六成就法の6つの代表的な瞑想法の一つであり、10世紀に始まるカギュ派の「ナーローの六法」や「ニグマの六法」、ドゥジョム・テルサルの「イェシェ・ツォギャルの六法」が典拠。「ナーローの六法」等はニンマ派に伝えられて久しいので、現在、これらを「ニンマの六法」と呼ぶこともあるが、カギュ派が本家でニンマ派だけではなく、サキャ派やゲルク派にも伝えられている。また、「イェシェ・ツォギャルの六法」は『大幻化網六成就法』を基とするドゥジョム・リンポチェのテルマであり、これらを「ニンマの六法」と呼ぶ人もいる。[要出典]
6. ↑  「ヤンティ」は、その内容から、「閉関成就法」（閉ざされた場所での一定期間の瞑想法）、あるいは「黒関成就法」（暗闇での瞑想法）と漢訳される。アヌヨーガに属する微細な意識を観察する瞑想法で、14世紀の「北のテルマ」の法流が典拠。数種類の系統のテキストがあり、現在はカギュ派やサキャ派にも伝えられていて、ニンマ派の「北のテルマ」の教主であるタクルン・ツェトゥル・リンポチェやトゥルシク・リンポチェ、ドゥク・カギュ派のドゥクチェン・リンポチェによる「ヤンティ」の伝授は世界的に知られている。[要出典]
7. ↑  ニンマ派の開祖、その事跡の多くは伝説と謎に包まれている。ティソン・デェツェン王の招きによってチベットを訪れ、サムイェー寺の建立（西暦771年に完成）に携わり、主に密教経典の翻訳事業に深く関わり、その後、ランダルマの破仏が始まる直前の西暦834年頃までチベットに滞在していたとする説もある。[要出典]
8. ↑  敦煌文献には吐蕃時代の古い密教を伝える資料が残っているが、その中には、現行のものとは異なる九乗教判を記した、年代的には比較的新しい写本がある（田中公明 『図説 チベット密教』 p.151 参照）。
9. ↑  「血族の系譜」と「弟子の系譜」とがあり、前者は主にドゥジョム・リンパ (1835-1904) からその息子、ドゥジョム・リンポチェ (1904-1987)、ティンレー・ノルブ・リンポチェ (1931-2011)、ガラプ・ドルジェ・リンポチェやギェーパ・ドルジェ・リンポチェ（1960-） へと伝えられた。多くのテキストがあるが、代表的なものはゾクチェンの詳細な解説書であるドゥジョム・リンパ著『ナンジュン』。重要な教えに、八大ヘールカ法に属する大法であるプルパ金剛法の「脈管と風のヨーガ」や、その灌頂の儀軌や次第を解説した『ナンジャン・ブーティ』や、アヌヨーガの教えで、カギュ派で有名な「ナーローの六法」と同様の内容を持つニンマ派の『イェシェ・ツォギャルの六法』等が挙げられる。[要出典]
10. ↑  カダム派の祖であるアティーシャの師。アティーシャがターラー仏母の啓示によってチベット行きを考えた際に、その可否を相談した人物でもある。顕教の著作には後期インド唯識学の精華を伝える『般若波羅蜜多論』、『唯識性成就』他がある。密教に関する著作はさらに数多くあり、チベット密教の事相面に影響を与えた。[要出典]
11. ↑  ゲルク派に属するダライ・ラマ14世は、ニンマ派の相承系譜にも名を連ねているダライ・ラマ5世の『秘印集成』の教えの伝承者であるほか、リメー（超宗派）運動を推進した複数の師から各派の教えの伝授を受けており、ニンマ派の教えについてはキャプジェ・ディンゴ・ケンツェ・リンポチェから教授された。[要出典]
12. ↑  ミパム・リンポチェ（1世）とも表記。[要出典]
13. ↑  ニンマ派の中観の見解は「大中観」（ウマ・チェンポ：dbu ma chen po）といい、これはゲルク派の中観の見解とは多少異なるので、区別する意味では、別名を「内瑜伽中観」（nang gi rnal 'byor dbu ma）ともいう。主に如来藏を背景とする「瑜伽行中観」（rnal 'byor spyod pa'i dbu ma）や「経部行中観」（mdo sde spyod pa'i dbu ma）に基づくともするが、この分類法は日本のインド学や、ゲルク派のツォンカパの説とは一致しないので学習の際には注意を要する。いわゆる中観の空性を「他空」（gzha stong）と、「離辺」（mtha bral）と、「了義」（ngeg don）の三段に分け、『聖妙吉祥真実名義経』の説を受けて「了義」の空性の現れである覚りの「幻化網現証菩提」（mayajala bhisam bodhi）を説く。この「幻化網現証菩提」がニンマ・カマのゾクチェンの見解における基礎となる。なお、これに対してドゥジョム・リンポチェは更にインド後期密教の唯識の諸説を展開する。[要出典]

## 関連文献
- ナムカイ・ノルブ 『虹と水晶』 永沢哲訳、法蔵館、1992年。
- ラマ・ミパム 著、タルタン・トゥルク 解説 『静寂と明晰』 林久義訳、ダルマ ワークス、1992年。
- ナムカイ・ノルブ 『ゾクチェンの教え』 永沢哲訳、地湧社、1994年。
- 高藤聡一郎 『秘伝！チベット密教奥義』、学習研究社、1995年刊。
- 中沢新一 『三万年の死の教え』 角川書店〈角川文庫ソフィア〉、1996年。
- ラマ・ケツン・サンポ 著 『知恵の遥かな頂』、中沢新一編訳、角川書店、1997年。
- ナムカイ・ノルブ 『チベット密教の瞑想法』 永沢哲訳、法蔵館、2000年。
- ナムカイ・ノルブ 『叡智の鏡』 永沢哲訳、大法輪閣、2002年。
- ダライ・ラマ14世テンジン・ギャツォ 『ダライ・ラマ ゾクチェン入門』 宮坂宥洪訳、春秋社、2003年。
- H.H.the Twelfeh Gylwang Drukpa 『A Rosary of Jewels』 Lobsang Thargay＆Ani Tenzin Palmo、International Drukpa Pablicaitions、2003年刊。
- シャルザ・タシ・ギャルツェン 『智恵のエッセンス ボン教のゾクチェン』 春秋社、2007年。
- 談錫永 譯著 『聖妙吉祥真実名經 梵本校譯』、全佛文化事業有限公司、2008年刊。